# محله چینی‌ها (یوکوهاما)

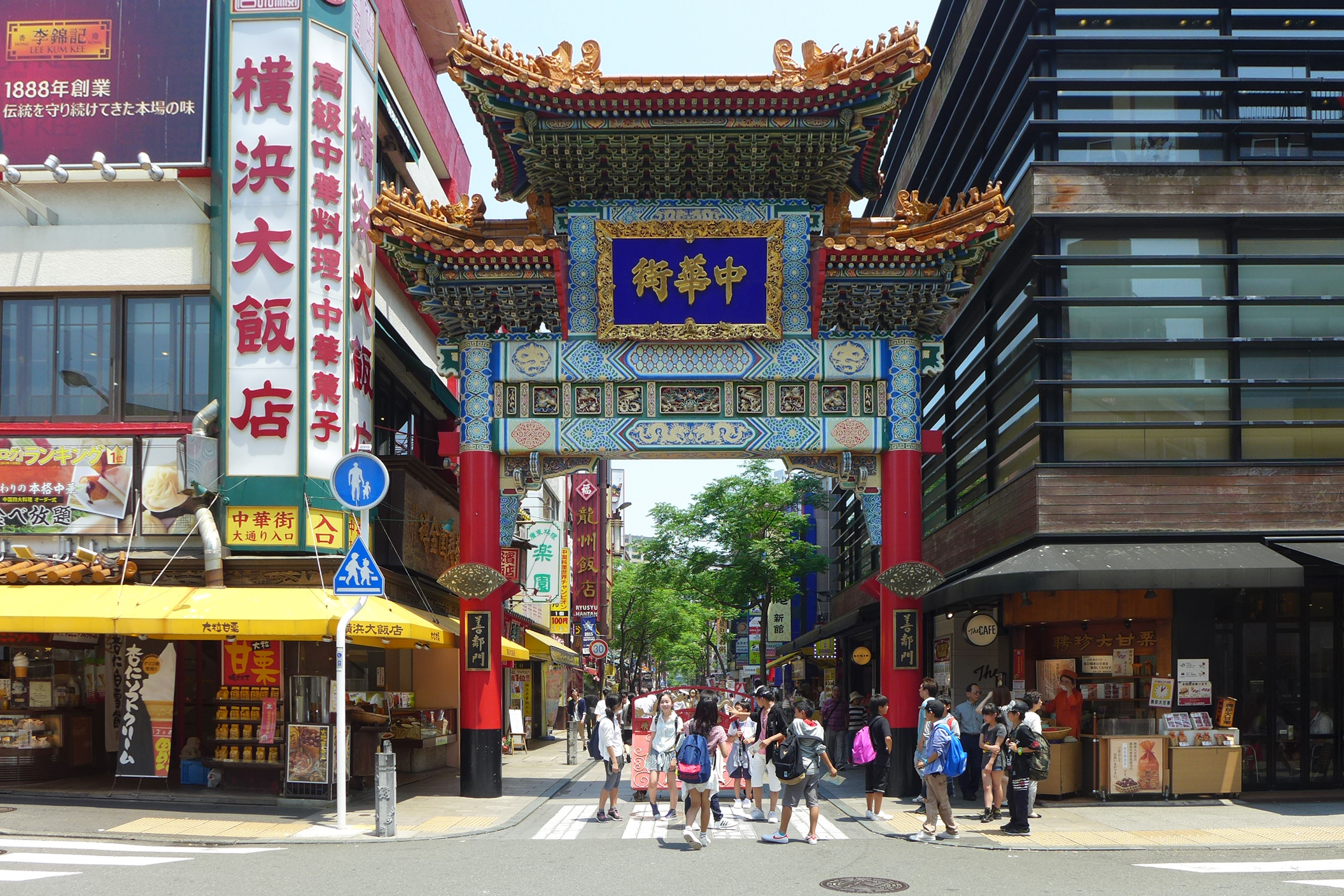

محله چینی یوکوهاما (انگلیسی: Yokohama Chinatown)، در یوکوهاما، ژاپن واقع شده است که درست در جنوب توکیو واقع شده است. در اواخر قرن نوزدهم تأسیس شد.
محله چینی یوکوهاما بزرگ‌ترین محله چینی‌ها در ژاپن است که بزرگتر از هر دو 
محله چینی کوبه و محله چینی ناگاساکی است. تقریباً ۲۵۰ فروشگاه و رستوران با مالکیت یا موضوعی چینی در سرتاسر منطقه پراکنده هستند.

## تاریخ
در سال ۱۸۵۹، زمانی که بندر دریایی در یوکوهاما افتتاح شد، بسیاری از مهاجران چینی وارد ژاپن شدند و شهرک‌هایی را تشکیل دادند. در روزهای اولیه، شرکت‌های تجاری آمریکایی و بریتانیایی، که بسیاری از آنها قبلاً با چین تجارت می‌کردند، با همراهی نمایندگان چین، فعالیت‌های خود را به یوکوهاما گسترش دادند. به این نمایندگان سپرده شد تا با بازرگانان ژاپنی در خرید ابریشم خام و چای که در آن زمان یکی از محصولات عمده وارداتی از ژاپن بود، مذاکره کنند. بعداً خدمات به کشتی‌ها از یوکوهاما به شانگهای و هنگ کنگ آغاز شد. بسیاری از تاجران چینی به ژاپن آمدند و یک مدرسه چینی، مرکز اجتماعات چینی، و تأسیسات مختلف دیگر را در جایی که نشان دهنده آغاز محله چینی بود، ساختند. با این حال، مقررات دولتی در آن زمان به این معنی بود که مهاجران مجاز به زندگی در خارج از منطقه اسکان خارجی تعیین شده نیستند. در سال ۱۸۹۹، قوانین جدید به چینی‌ها آزادی حرکت را افزایش داد و در عین حال قوانین سختگیرانه ای را در مورد انواع کارهایی که چینی‌ها مجاز به انجام آن بودند، تقویت کرد.
بیشتر رشد اولیه محله چینی‌ها به افزایش تجارت بین چین و ژاپن مربوط می‌شود پیمان تجاری چین و ژاپن در سال ۱۸۷۱. این امر منجر به این شد که مهاجران چینی مشاغل مختلفی را در یک مکان جغرافیایی به کار گیرند. در سال ۱۹۲۳، منطقه کانتو توسط زمین‌لرزه بزرگ کانتو ویران شد. حدود ۱۰۰۰۰۰ نفر کشته شدند و تقریباً ۱٫۹ میلیون نفر بی‌خانمان شدند. محله چینی‌ها نیز آسیب دید و بسیاری از مهاجران به جای بازسازی زندگی خود در یوکوهاما، ترجیح دادند به چین بازگردند. به‌طور کلی، مجموع تلفات در میان جمعیت چینی در محله چینی یوکوهاما به ۱۵۴۱ نفر رسید که تقریباً یک سوم از مجموع ۴۷۰۵ نفر قبل از این رویداد بود. پس از زلزله، یک تغییر عمده در ساختار اجتماعی در محله چینی یوکوهاما رخ داد و بذرهایی را برای رشد تجارت لذیذ چینی در جامعه چینی خارج از کشور کاشت. چهار سال پس از زلزله، حدود نیمی از جمعیت چین در این منطقه آرایشگر، خیاط یا سرآشپز بودند.
در سال ۱۹۳۷، جنگ دوم چین و ژاپن فوران کرد و عملاً رشد بیشتر محله چینی‌ها را متوقف کرد. پس از پایان جنگ، محله چینی‌ها دوباره شروع به رشد کرد. در سال ۱۹۵۵ یک دروازه بزرگ سرقفلی ساخته شد. این زمانی بود که محله چینی‌ها به‌طور رسمی به رسمیت شناخته شد و «یوکوهاما چوکاگای» (محله چینی‌های یوکوهاما) نام گرفت.
در سال ۱۹۷۲، ژاپن روابط دیپلماتیک با چین برقرار کرد و روابط خود را با تایوان در تایوان قطع کرد. علاقه در میان مردم ژاپن افزایش یافت و منجر به انفجار در تعداد بازدیدکنندگان محله چینی‌ها شد. به زودی به یک مکان دیدنی اصلی در یوکوهاما تبدیل شد.
در ۱ فوریه ۲۰۰۴، راه‌آهن خط میناتومیرای به همراه ایستگاه موتوماچی-چوکاگای افتتاح شد که مستقیماً به محله چینی‌ها خدمات می‌دهد. سال ۲۰۰۶ شاهد تأسیس معبد مازو میائو به مناسبت ۱۵۰ سالگرد شهرک چینی یوکوهاما بود و به بخش مهمی از منظره مدرن این منطقه تبدیل شد.

### قطار
- خط میناتومیرای، ایستگاه موتوماچی-چوکاگای (۳۵ دقیقه تا ایستگاه شیبویا در توکیو)
- خط کیهین-توهوکو، ایستگاه ایشیکاواچو (۳۵ دقیقه تا ایستگاه شیناگاوا در توکیو)